# Tiergartentunnel
De Tiergartentunnel is een 2,7 km lange tunnel onder de Großer Tiergarten in Berlijn. Door de tunnel verloopt de spoorlijn Wedding - Südkreuz, als spoorlijn 6134 Berlin-Moabit - Berlin-Papestraße (hernoemd in Berlin Südkreuz) (aansluiting-ringbahn) onder beheer van DB Netze. Het traject is een belangrijk onderdeel van het zogenaamde Pilzkonzept voor de spoorontsluiting van de Duitse hoofdstad.
De tunnel is verder nog gebouwd voor de:
- Bundesstraße 96 (Tunnel Tiergarten-Spreebogen)
- U-Bahn ()
- S-Bahn (S21, gepland)

## Geschiedenis
In 1992 gaf het Duitse parlement aan dat een nieuwe noord-zuidverbinding wenselijk was. Op 13 oktober 1995 werd met de bouw van dit traject begonnen. De tunnel werd door de Deutsche Bahn AG (DB) op 26 maart 2006 geopend.